# 劍·花·煙雨·江南
《劍‧花‧煙雨‧江南》為古龍早期作品，據陳曉林引述古龍說法，寫於1960年代，早於《多情劍客無情劍》，1974年或1975年南琪出版，風雲時代出版社將其列為江湖人系列，然並無關聯。結尾由他人代筆續完。

## 主要人物
- 小雷：不要命的人。
- 纖纖：非常美麗和莊重。

## 次要人物
- 小侯爺：深愛纖纖。
- 金玉湖：化名金川，是個假君子。
- 龍剛：中原四大鏢局中的龍四。
- 歐陽急：中原四大鏢局中的第一號鏢師。
- 丁殘豔：人面桃花蜂的女兒，絕頂美麗。
- 丁丁：丁殘艷丫鬟。

## 小說目錄
1. 人面桃花
2. 纖纖
3. 美人如玉
4. 友情
5. 血與淚
6. 煙雨迷濛
7. 血雨門